# لونر
لونر (به لاتین: Lunner) یک شهرداری در نروژ است که در اوپلاند (نروژ) واقع شده‌است. لونر ۲۹۲ کیلومتر مربع مساحت و ۹٬۰۰۳ نفر جمعیت دارد.